# رودريغو سيلفا
رودريغو أوغستو دا سيلفا (بالبرتغالية: Rodrigo Augusto da Silva‏) (ساو باولو، 7 ديسمبر 1833 - 17 أكتوبر 1889) عضو في مجلس الشيوخ البرازيلي مدى الحياة، وهو مستشار خاص ووزير بيدرو الثاني إمبراطور البرازيل. كان من عائلة دي كارفاليو سيلفا من ساو باولو، ابن خوسيه مانويل دا سيلفا (بارون تييتي)، وابن شقيق انطونيو دا سيلفا بينيديتو المالية. وكان معروفا بكونه الوزير الذي صدق مع الأميرة إيزابيل أميرة البرازيل على القانون الذهبي (Lei Áurea). هذا انهى القانون العبودية في البرازيل كما في العالم الغربي. وكان مع صديقه أنطونيو برادو دا سيلفا فيكونت مويا، من بين المروجين للتصنيع من البرازيل.